# Distrito electoral federal 5 de Durango
El V Distrito Electoral Federal de Durango fue un antiguo Distrito electoral establecido en el estado de Durango para la elección de diputados federales.
El V Distrito existió entre 1977 y 2005, fue creado cuando la reforma política de 1977 elevó el número de diputados federales a 300, pasando el estado de Durango de cuatro a seis distritos electorales, y fue suprimido en el proceso de redistritación de 2005, cuando los cambios demográficos no justificaban la existencia de cinco distritos en Durango, que fueron reducidos a cuatro.
Estuvo conformado por la mitad sur del Municipio de Durango, incluyendo la mitad sur de la ciudad de Victoria de Durango, que era su cabecera.
El V Distrito eligió diputados federales de las Legislaturas LI a LIX

## Diputados por el distrito
| Diputado                                                                        | Grupo parlamentario | Legislatura   | Periodo     |
| ------------------------------------------------------------------------------- | ------------------- | ------------- | ----------- |
| Ángel Gutiérrez                                                                 |                     | XXI XXII      | 1902 - 1906 |
| Vacante                                                                         | Vacante             | XXIII         | 1906 - 1908 |
| Ángel Gutiérrez                                                                 |                     | XXIV XXV      | 1908 - 1912 |
| Luis Zubirán y Campa                                                            |                     | XXVI          | 1912 - 1913 |
| Fernando Gómez Palacio                                                          |                     | Constituyente | 1916 - 1917 |
| Daniel Sánchez                                                                  |                     | XXVII         | 1917 - 1918 |
| Mariano Castillo Nájera                                                         |                     | XXVIII        | 1918 - 1920 |
| Emilio Gandarilla                                                               |                     | XXIX XXX      | 1920 - 1924 |
| Ramón Martínez                                                                  |                     | XXXI          | 1924 - 1926 |
| Carlos Andrade                                                                  |                     | XXXII         | 1926 - 1928 |
| José Ramón Valdés                                                               |                     | XXXIII        | 1928 - 1930 |
| El V Distrito es suprimido en 1930. Es restablecido en la distritación de 1977. |                     |               |             |
| Gonzalo Salas Rodríguez                                                         |                     | LI            | 1979 - 1982 |
| Juan Arizmendi Hernández                                                        |                     | LII           | 1982 - 1985 |
| Ángel Sergio Guerrero Mier                                                      |                     | LIII          | 1985 - 1988 |
| Leodegario Soto Cesaretti                                                       |                     | LIV           | 1988 - 1991 |
| Gabriela Irma Avelar Villegas                                                   |                     | LV            | 1991 - 1994 |
| José Roberto Arreola Arreola                                                    |                     | LVI           | 1994 - 1997 |
| Alejandro González Yáñez                                                        |                     | LVII          | 1997 - 1998 |
| Santiago Pedro Cortés                                                           | 1998 - 2000         | LVII          |             |
| Rodolfo Dorador Pérez Gavilán                                                   |                     | LVIII         | 2000 - 2003 |
| Pedro Ávila Nevárez                                                             |                     | LIX           | 2003 - 2006 |